# 比利·怀特劳
比利·怀特劳（英語：Billie Honor Whitelaw，1932年6月6日—2014年12月21日）是一位英格兰女演员。她和爱尔兰戏剧大师萨缪尔·贝克特关系紧密，被认为是他作品最好的翻译之一。 她还因为1976年恐怖电影《凶兆》而知名。
比利·怀特劳1991年被授予大英帝国勋章。